# Ben Shapiro
Benjamin Aaron Shapiro (* 15. ledna 1984 Los Angeles) je americký konzervativní pravicový politický komentátor, moderátor a spisovatel židovského původu. Je redaktorem webového zpravodaje The Daily Wire, jehož je spoluzakladatelem. Jeho The Ben Shapiro Show byl k roku 2019 druhým nejpopulárnějším podcastem ve Spojených státech. Také píše novinové články pro Newsweek či židovský zpravodaj Ami Magazine, naotočil také několik krátkých videí pro konzervativní neziskovou organizaci Prager U. Je autorem 16 knih.
Je známý jako řečník. Mezi jedno z jeho prvních vystoupení, které se staly virálním, bylo na CNN v pořadu Piers Morgan Tonight.
Charakteristické je pro něj velmi rychlé vyjadřování a formulování myšlenek.[zdroj⁠?!]

## Život

### Mládí a vzdělání
Pochází z židovské ortodoxní rodiny. Již od útlého věku se učil hrát na housle a ve svých 12 letech, v roce 1996, vystupoval na recepci izraelských dluhopisů, kde zahrál závěrečnou hudbu z filmu Schindlerův seznam za což sklidil uznání.
Navštěvoval soukromou střední školu v Los Angels, kde přeskočil dva ročníky (třetí a devátý). Po dobu studia byl šikanován. Absolvoval ji v roce 2000 ve svých 16 letech. Vystudoval politologii na Kalifornské univerzitě v Los Angels (UCLA), kde promoval summa cum laude v roce 2004 ve svých 20 letech. Zde obdržel titul B.A. a stal se členem Phi Beta Kappa Society, což je nejstarší akademická čestná společnost v USA. Poté absolvoval práva na Harvardově univerzitě, kde promoval cum laude v roce 2007 a získal titul J.D.

### Kariéra
Jako advokát pracoval v mezinárodní advokátní kanceláři Goodwin Procter. Odtud po 10 měsících odešel. V březnu 2012 založil v Los Angels vlastní advokátní kancelář Benjamin Shapiro Legal Consulting. Ve stejném roce se stal odpovědným redaktorem v Breitbart News, odkud v roce 2016 odešel po neshodách s novým majitelem Stevem Bannonem.

### Rodina
Manželka Bena Shapira je doktorka Mor Shapiro (rozená Toledano), kterou si vzal v roce 2008. Mor je původně z Izraele a má marocko-židovské předky. Manželé Shapirovi spolu mají čtyři děti (dvě dcery a dva syny) a oba vyznávají ortodoxní judaismus.
Shapirova sestra Abigail Shapira je youtuberka a konzervativní politická komentátorka.
Shapirova sestřenice je herečka Mara Wilson. Kvůli odlišným politickým názorům se Shapiro a Wilson nicméně nestýkají.